# Burchia spectabilis
Burchia spectabilis é uma espécie de gastrópode do gênero Burchia, pertencente a família Pseudomelatomidae.